# Bashir Bhola Bhala
Muhammad Bashir Bhola Bhala (ur. 20 stycznia 1971) – pakistański zapaśnik w stylu wolnym. Olimpijczyk z Atlanty 1996, gdzie odpadł w eliminacjach w kategorii 90 kg.
Zajął szóste miejsce na igrzyskach azjatyckich w 1994 i siódme w 2006. Triumfował na Igrzyskach Azji Południowej w 1993, 1995, 1999 i 2006, a drugi w 2004 roku. Trzecie miejsce na mistrzostwach wspólnoty narodów w 1993 i 2005. Brązowy medal na igrzyskach Wspólnoty Narodów w 1994 i 2002. Czwarty w mistrzostwach Azji w 2000 i szósty w 1992. Brązowy medalista mistrzostw Wspólnoty Narodów w 1993 i 2005. Po zakończeniu kariery zawodnik azjatyckich zapasów tradycyjnych.

## Turniej wAtlancie 1996
| Konkurencja         | Walki                        | Walki                 | Walki                        | Klas. końcowa |
| Konkurencja         | Przeciwnik I                 | Przeciwnik II         | Przeciwnik III               | Miejsce       |
| ------------------- | ---------------------------- | --------------------- | ---------------------------- | ------------- |
| styl wolny do 90 kg | Macharbiek Chadarcew (RUS) L | Robert Renney (AUS) W | Ričardas Pauliukonis (LTU) L | XVI           |